# Santiago Aragón García
Santiago Aragón García, (La Rinconada, Sevilla, España, 3 de noviembre de 1941 - 6 de diciembre de 2022), fue un futbolista español que se desempeñaba como centrocampista. Era el padre del también futbolista Santiago Aragón.

## Clubes
| Club                     | País   | Año       |
| ------------------------ | ------ | --------- |
| Club Deportivo Málaga    | España | 1964-1972 |
| Real Balompédica Linense | España | 1972-1978 |